# Langrisser (jeu vidéo)
Langrisser (ラングリッサー, Langrisser, Rangurissā), Warsong aux États-Unis, est un jeu vidéo de type tactical RPG développé par NCS et édité par Masaya en 1991 sur Mega Drive. Le jeu a été adapté sur PC Engine en 1993, sous le titre Langrisser: Hikari no Matsuei.